# Solenopsis silvestrii
Solenopsis silvestrii là một loài kiến lửa thuộc họ côn trùng Formicidae. Về cơ bản, chúng là loài ăn xác và quả mọng. Nhưng gần đây, các nhà khoa học để ý thấy hiện tượng chúng tấn công chim non, ếch nhái, thậm chí là thú có vú nhỏ như chuột,...Trong suốt 40 triệu năm, chúng gần như không thay đổi gì. Quai hàm phù hợp cho việc cắt và xé, bộ não lớn nhất trong các loài kiến từng được phát hiện, chúng có thể nối, bám vào nhâu thành một cây cầu dài 12m để đi qua sông.